# Dippenhall
Dippenhall est un hameau du Surrey, en Angleterre.